# Snovačka pokoutní
Snovačka pokoutní (Steatoda bipunctata) je pavouk, který měří okolo 4 až 7 mm. Jeho hlavohruď je červeno hnědá, oválný zploštělý zadeček nahoře je černo hnědý s zřetelným dlouhým pruhem uprostřed. Další světlý pruh má na obou stranách těla od předního okraje až ke středu zadečku. Samec má velká makadla.

## Způsob života
Snovačka pokoutní si spřádá nepravidelnou síť s oky, od níž smeřují k zemi lapací vlákna pokrytá kapičkami lepu. Díky hrubě kožovitému zadečku s voskovou vrstvou na povrchu je zvláště odolná proti vysušení. Může celé měsíce přežívat bez potravy a vody.

## Rozmnožování
Páření probíhá na jaře a na podzim. Při námluvách vydává samec pomocí stridulačních orgánů a střídavých pohybů zadečku cvrčivý zvuk, kterým přiměje samici vyjít z úkrytu. K páření dochází na pavučinovém můstku, který před pářením utkal samec. První makadlo samec zavádí často déle než hodinu,po přestávce, v níž dílem znovu cvrká, pak zavede druhé makadlo. Růžově zbarvená vajíčka jsou v kokonu umístěna na okraji hnízda.

## Výskyt
Vyskytuje se i tam, kde domácí pavouci nežijí, tedy na velmi suchých nebo vytápěných místech a ve volné přírodě – na skalách, v křoví, pod kameny a podobně.